# 슈퍼볼 LV
슈퍼볼LV는 2021년 2월 7일(현지기준) 플로리다주 탬파의 레이먼드 제임스 스타디움에서 열린 내셔널 풋볼 콘퍼런스 챔피언 탬파베이 버커니어스와 아메리칸 풋볼 콘퍼런스 챔피언 캔자스시티 치프스의 슈퍼볼 경기이다. 하프타임 쇼는 캐나다 가수 더 위켄드가 공연하였고 경기는 탬파베이 버커니어스가 캔자스시티 치프스를 31-9로 이겼으며, MVP로는 버커니어스의 쿼터백 톰 브래디가 선정되었다. 이로써 톰 브래디는 이번 우승으로 개인 7번째 슈퍼볼 우승을 기록하였으며, 팀의 통산 2번째 슈퍼볼 우승을 견인하였다. 또한 탬파베이는 최초로 홈구장에서 슈퍼볼 우승을 달성하는 기록 또한 수립하였다.